# アンドレアス・コテルニク
アンドレアス・コテルニク（Andreas Kotelnik, 男性、1977年12月29日 - ）は、ウクライナのプロボクサー。元WBA世界スーパーライト級王者。2000年シドニーオリンピックではウクライナのライト級代表として出場し、銀メダルを獲得した。同じくシドニーオリンピックメダリスト組のウラジミール・シドレンコと同様にドイツのエージェントにスカウトされ、現在はドイツのハンブルクを拠点に活動している。

## 来歴

### アマチュア時代
コテルニクは1977年に生まれ、ウクライナではアマチュアボクシングの選手として活躍する。1995年には欧州ジュニア選手権フライ級のヨーロッパチャンピオンとなり、1997年には世界選手権にも出場(フェザー級3回戦敗退)し1995年から2000年までの5年間ウクライナの国内チャンピオンに君臨する。さらに、1999年にはヨーロピアンカップのチャンピオンとなり、シドニーオリンピックのウクライナ代表に選出され銀メダルを獲得した。
アマチュア時代の戦績は150戦135勝である。

### プロ時代
彼はシドニーオリンピックで銀メダル獲得後の2000年12月16日、ドイツでプロデビュー。
全勝のまま2003年1月24日、祖国のウクライナでWBAインターコンチネンタルスーパーライト級タイトルを獲得した。
同タイトルを2度防衛した後の2004年10月21日、WBA世界タイトル挑戦権を賭けてソレイマヌ・ムバイエ（フランス）と対戦するが、12回判定で敗れ初黒星を喫した。
2005年7月9日、EBUスーパーライト級王者のジュニア・ウィッター（イギリス）に挑戦するが、判定負けを喫した。
その後2005年11月26日、WBAインターコンチネンタル・WBOアジアパシフィックスーパーライト級王座獲得に成功した。
さらに2006年10月21日、WBOインターコンチネンタルタイトルも獲得に成功した。
2007年3月10日、初の世界メジャータイトル戦として、WBA王者のソレイマヌ・ムバイエにリベンジを掛け挑戦するも引き分けとなりタイトル奪取に失敗した。
2008年3月22日、WBA世界スーパーライト級王者ゲビン・リース（イギリス）と対戦し12回TKOで勝利を収めタイトルを獲得した。
2008年9月13日、地元ウクライナのリヴィウにて木村登勇（日本/横浜光ボクシングジム）の挑戦を受け、3-0の判定勝ちで木村を退け、王座初防衛に成功した。
2009年2月7日、ドイツ・ロストックにて25戦全勝24KOと驚異的な数字を誇るマルコス・マイダナ（アルゼンチン）に2-1の僅差判定勝ちで、2度目の防衛に成功した。
2009年7月18日、マンチェスター・イブニング・ニュース・アリーナで行われた3度目の防衛戦でアミール・カーン（イギリス）に0-3の大差判定負けを喫して王座を失った。
2010年8月7日、WBC・IBF世界スーパーライト級王者デボン・アレクサンダー（アメリカ合衆国）に挑戦し、0-3の判定負けで王座獲得はならなかった。
2012年5月18日、アレクサンダー戦を最後に現役生活を引退した。

## 獲得タイトル
- WBAインターコンチネンタルスーパーライト級王座
- WBOアジアパシフィックスーパーライト級王座
- WBOインターコンチネンタルスーパーライト級王座
- WBA世界スーパーライト級王座（防衛2）